# Joe Juhnke
Joe Juhnke (* 11. April 1925 in Koblenz; † 1. September 2016 in Lahnstein) war ein deutscher Schriftsteller vor allem von Westernromanen.
Joe Juhnke lebte bis 1937 in Koblenz, von 1937 bis 1951 in Andernach und war seit 1951 Einwohner von Lahnstein. Er war gelernter Gastronom und Kaufmann und führte über 15 Jahre den „Franzenhof“, ein Hotel und Speiselokal.
Seine Schreibkarriere begann 1947 und dauerte bis 2009. In dieser Zeit schuf er unter verschiedenen Pseudonymen nach eigener Aussage an die 1000 Romane, meist Western, jedoch auch Horrorromane, Agentenstorys und mystische Geschichten. Die ersten Werke erschienen im Leihbuchhandel (Feldmann-Verlag), später als Heftroman. Seine schriftstellerische Heimat fand er dann beim Kelter-Verlag, wo er 1983 neben Dan Roberts (Mario Werder) für die kurzlebige Serie „Major Carson“ schrieb. Die Serie, als Konkurrenzserie zu Basteis „Captain Concho“ konzipiert, erreichte lediglich 35 Ausgaben. Joes Lieblingsgenre war immer der deutsche Western, den er um seine Romane bereicherte.
Auch heute erscheinen noch regelmäßig Nachdrucke seiner Werke im Kelter-Verlag und seit 2007 werden diese ins Holländische übersetzt.

## Pseudonyme
- Genre Western: Joe Juhnke, J. E. Shane, Bob Joe, John Montana
- Genre Krimi: Ron Kimble, James West, Henry E. Scott
- Genre Horror: Juhnke, Shane